# الوزاني
الوزاني هي إحدى القرى اللبنانية من قرى قضاء مرجعيون في محافظة النبطية.

الوزاني (المعروفة أيضًا باسم عرب اللويزة)، هي قرية صغيرة لبنانية تقع في قضاء حاصبيا بمحافظة النبطية، على ضفاف نهر الحاصباني. تقع القرية على بعد حوالي 1 كم من نبع الوزاني، وهو مصدر رئيسي لنهر الحاصباني الذي يُعد أحد روافد نهر الأردن. يبلغ عدد سكان القرية حوالي 200 نسمة.
في عام 2001، قامت الحكومة اللبنانية بتركيب محطة ضخ صغيرة بقطر 10 سم بالقرب من القرية، لتزويد المياه للقرية وكذلك القرى المجاورة مثل الطيبة والغجر. وفي مارس 2002، قامت لبنان أيضًا بتحويل جزء من مياه نهر الحاصباني لتزويد قرية الوزاني، وهو الإجراء الذي وصفه رئيس وزراء إسرائيل آنذاك، أرييل شارون، بأنه "ذريعة للحرب" وقد يؤدي إلى نزاع. تم تدمير محطة الضخ خلال حرب لبنان عام 2006.